# Push th' Little Daisies
Push th' Little Daisies är en låt av det amerikanska alternativa rockbandet Ween. Låten släpptes som singel, och den återfinns på albumet Pure Guava från 1992. Det är Weens mest framgångsrika låt.
En musikvideo till låten gjordes. I musikvideon byts ordet "shit" ut med ett ljudklipp av Prince skrikande. Musikvideon var med i ett avsnitt av Beavis och Butt-head, vilket gjorde att "Push th' Little Daisies" blev mera känd. Videon spelades ofta på MTV.
Singeln blev en hit i Australien, där den nådde nummer 18 på topplistan. Totalt befann sig singeln 13 veckor på topplistan. Den nådde även nummer 21 på Billboard Modern Rock Tracks.